# ود الحداد
ود الحداد مدينة تقع في جنوب ولاية الجزيرة بالسودان ، على ارتفاع 424 متر (1391 قدم) فوق سطح البحر بمسافة 255 كيلومتر (158,44 ميل) جنوب الخرطوم العاصمة و 70 كيلومتر (43,49 ميل) جنوب مدينة ود مدني حاضرة ولاية الجزيرة، على الشارع الرئيسي الذي يربط مدينة ود مدني بمدينة سنار، وهي واحدة من المدن التي يتبع لها عدد كبير من القرى وتعد من أكبر المدن في منطقة جنوب الجزيرة وأهمها.

## الموقع
تقع قرية ود الحداد بين خط العرض 1381667 شمالا وخط الطول 33533333 شرقا ويحدها من الشرق نهر النيل الأزرق ومن الغرب قناة الري الرئيسة لمشروع الجزيرة الزراعي، ومن الجنوب قرية الداعي ومن الشمال قرية مزيقيلا. ومدينة الحاج عبدالله

## النشاط الاقتصادي

### الزراعة
يعمل جزء كبير من سكانها بالزراعة المروية وتربية المواشي والتجارة المحلية والمهن الهندسية والصحية والعمالية بمصنع سكر سنار والمرافق الصناعية والخدمية الأخرى بالمدن المجاورة.

### التعليم
يرجع تأريخ التعليم الحكومي في القرية إلى عام 1937 حيث أنشئت أول مدرسية أولية (ابتدائية) للبنين و كانت الأولى من نوعها في المنطقة الواقعة بين مدينتى ودمدني حاضرة ولاية الجزيرة ومدينة سنار. ونتيجة للنمو السكاني أزداد عدد المدارس حيث توجد حالياً مدرستان بمرحلة الأساس للبنين وآخرتان للبنات ومدرسة ثانوية للأولاد ومثلها للبنات و بالإضافة إلى معهد إسلامي تم إلحاقه بجامعة الجزيرة وهناك كلية فارس لعلوم التقانة التي تم انشائها في عام 2013 م. وقد تخرج من هذه المؤسسات التعليمية عدد كبير أبناء القرية وانتشروا في مؤسسات التعليم العالي والمؤسسات البحثية والصناعية والخدمية داخل السودان وخارجه.

### دور العبادة
توجد هناك 4 مساجد

### الثقافة والرياضة
يوجد بها عدد من الأندية الرياضية والثقافية من بينها:
- نادي الزهرة
- نادي الهدف
- نادي التضامن

بالإضافة إلى عدد من الروابط والجمعيات الاجتماعية والثقافية.

### الرعاية الطبية
كانت بالقرية وحدة علاجية صغيرة يعمل بها مساعد طبي وممرض لعلاج الحالات الصغيرة والطارئة لطلاب المدارس وسكان القرية وتحولت هذه الوحدة فيما بعد لتصبح مركزا صحيا شكل في نهاية المطاف نواة لمستشفى فارس التخصصي الذي يضم حالياً عدد من الأسرة لاستقبال المرضى وغرفة للعمليات وغرف علاجية وصيدلية.

## النقل
يمر عبر ود الحداد الشارع الرئيسي السريع بين الخرطوم ومدني وسنار ، كما يمر عبرها خط السكك الحديدية الممتد من مدني إلى الخرطوم(معطل). ولا يوجد مطار في ود الحداد، وأقرب المطارات إليها هو مطار الخرطوم الدولي ورمزه في منظمة ايكاو  HSSS وفي إياتا KRT، ويقع علي بعد 300 كيلومتر(186.41 ميل)

## القرى القريبة
| القرية           | المسافة بالكيلومتر | المسافة بالميل |
| ---------------- | ------------------ | -------------- |
| قريسيلي          | 12                 | 7,45           |
| الشيخ هجو        | 14                 | 8,69           |
| ود العباس        | 14                 | 8,69           |
| أولاد ياسين      | 16                 | 9,94           |
| العويساب ابراهيم | 13                 | 8,07           |